# Keijo Manni
Keijo Johannes Manni (ur. 3 kwietnia 1951 w Peräseinäjoki) – fiński zapaśnik walczący przeważnie w stylu klasycznym. Dwukrotny olimpijczyk. Odpadł w eliminacjach w Montrealu 1976 (w kategorii 82 kg w stylu klasycznym i 90 kg w stylu wolnym) i Moskwie 1980 (w kategorii 90 kg w stylu klasycznym).
Zajął dziewiętnaste miejsce na mistrzostwach świata w 1994. Wicemistrz Europy w 1978, a trzeci w 1973. Zdobył szesnaście medali na mistrzostwach nordyckich w latach 1972 – 1991.